# Nacellidae
Nacellidae is een familie van weekdieren uit de klasse van de Gastropoda (slakken).

## Geslachten
- Cellana H. Adams, 1869
- Naccula Iredale, 1924
- Nacella Schumacher, 1817